# Пйотровиці (Радомський повіт)
Пйотровиці (пол. Piotrowice) — село в Польщі, у гміні Єдльня-Летнісько Радомського повіту Мазовецького воєводства.
Населення — 227 осіб (2011).

## Демографія
Демографічна структура станом на 31 березня 2011 року:
|          | Загалом | Допрацездатний вік | Працездатний вік | Постпрацездатний вік |
| -------- | ------- | ------------------ | ---------------- | -------------------- |
| Чоловіки | 108     | 32                 | 67               | 9                    |
| Жінки    | 119     | 34                 | 71               | 14                   |
| Разом    | 227     | 66                 | 138              | 23                   |